# Classe Alberto di Giussano
Pour les articles homonymes, voir Alberto da Giussano (homonymie).
La classe Alberto di Giussano était une sous-classe de croiseur léger de classe Condottieri construit entre 1928 et 1930. Conçus par le Corpo del genio navale Giuseppe Vian, les quatre navires furent coulés en mer Méditerranée pendant la Seconde Guerre mondiale.

## Développement
Les quatre premiers Condottieri italiens furent développés en réponse à la construction des trois croiseurs légers de la classe Duguay-Trouin par la France dans la première moitié des années 1920.
En prenant en compte les caractéristiques des contre-torpilleurs de 2440 tonnes de la classe Guépard réalisés en France, armés de canons de 138 mm, Giuseppe Vian définit un navire de 5 000 - 6 000 tonnes donnant la priorité à la vitesse, en sacrifiant la protection. Dans un premier temps, ces navires furent désignés grandi esploratori da 37 nodi (croiseurs éclaireurs de 37 nœuds) et ne furent classés parmi les croiseurs légers qu'après leur entrée en service. Ces nouveaux navires devaient avoir des prestations équivalentes aux Duguay-Trouin, avec une vitesse supérieure de 4 nœuds.
La Regia Marina estimait son besoin à 6 de ces unités, mais les limitations financières ne lui permirent d'acquérir que 4 navires. Les 3 premiers (Alberto Di Giussano, Alberico Da Barbiano et Bartolomeo Colleoni) furent commandés au chantier Ansaldo de Gênes - Sestri Ponente, et le dernier, le Giovanni delle Bande Nere, au chantier de Castellammare di Stabia, près de Naples. Leur construction débuta en 1928 pour s'achever en 1930. Leur coût de construction sans l'artillerie et les centrales de tir était de 59 170 000 lires.

## Navires de la classe
| Navire                    | Constructeur                                                       | Pose de la quille | Lancement        | Mise en service | Fait                                                        |
| ------------------------- | ------------------------------------------------------------------ | ----------------- | ---------------- | --------------- | ----------------------------------------------------------- |
| Alberico da Barbiano      | Ansaldo, Gênes                                                     | 16 avril 1928     | 23 août 1930     | 9 juin 1931     | Coulé 13 décembre 1941 au cours de la bataille du cap Bon.  |
| Alberto di Giussano       | Ansaldo, Gênes                                                     | 29 mars 1928      | 27 avril 1930    | 5 février 1931  | Coulé 13 décembre 1941 au cours de la bataille du cap Bon.  |
| Bartolomeo Colleoni       | Ansaldo, Gênes                                                     | 21 juin 1928      | 21 décembre 1930 | 10 février 1932 | Coulé 19 juillet 1940 au cours de la bataille du cap Spada. |
| Giovanni delle Bande Nere | Regio Cantiere di Castellammare di Stabia, Castellammare di Stabia | 31 octobre 1928   | 27 avril 1930    | 27 avril 1931   | Torpillé le 1er avril 1942 par le sous-marin HMS Urge       |